# نيكولاس كريستوفر
نيكولاس كريستوفر (بالإنجليزية: Nicholas Christopher)‏ (1951 - ) روائي، وشاعر من الولايات المتحدة.

## الجوائز
- زمالة غوغنهايم
- زمالة الصندوق الوطني للفنون